# Parthenocissus heptaphylla
Parthenocissus heptaphylla är en vinväxtart som beskrevs av Nathaniel Lord Britton och John Kunkel Small. Parthenocissus heptaphylla ingår i släktet vildvinssläktet, och familjen vinväxter. Inga underarter finns listade i Catalogue of Life.